# Spoorlijn Denzlingen - Elzach
De spoorlijn Denzlingen - Elzach ook wel Elztalbahn genoemd is een Duitse spoorlijn als lijn 4311 onder beheer van DB Netze.

## Geschiedenis
De aanleg van deze spoorlijn gebeurde op particulier initiatief en de stad Waldkirch. In 1887 werd de spoorlijn door de Badische Staatsbahnen overgenomen.
Het traject werd in fases geopend.
- 1 januari 1875: Denzlingen - Waldkirch
- 20 augustus 1901: Waldkirch - Elzach

De spoorlijn is in de periode 2009 - 2021 ingrijpend gemoderniseerd  en in 2021 ook geëlektrificeerd. Zie voor details het artikel over deze spoorlijn op de Duitstalige Wikipedia.

## Treindiensten

### Deutsche Bahn
De Deutsche Bahn verzorgde tot 2002 het personenvervoer op dit traject met RB-treinen.

### Breisgau-S-Bahn-Gesellschaft
De Breisgau-S-Bahn-Gesellschaft (BSB) verzorgt sinds 2002 het regionaal personenvervoer met treinen van het type Regio-Shuttle.

## Aansluitingen
In de volgende plaatsen is of was er een aansluiting van de volgende spoorlijnen:

### Denzlingen
- Rheintalbahn, spoorlijn tussen Mannheim en Basel